# نهر مور
نهر مور (بالألمانية: Mura) وهو نهر في وسط أوروبا يرتفع في حديقة هوهي تاورن الوطنية لجبال الألب الشرقية الوسطى في النمسا حيث يبلغ منبعه 1،898 مترًا (6،227 قدمًا) فوق مستوى سطح البحر. وهو أحد روافد درافا ومن ثم نهر الدانوب.